# Ribeirão Corrente
Ribeirão Corrente este un oraș în São Paulo (SP), Brazilia.